# Асадов, Мирумар
Мирумар Асадов (узб. Mirumar Asadov; 9 сентября 1927, Самаркандская область — 2010) — мастер реставрации памятников архитектуры. Герой Узбекистана с 1996 года.

## Биография
Мирумар Асадов родился в Самарканде 7 сентября 1927 года, в семье потомственных реставраторов.
В 1939 году в Самарканде открылась школа национальных ремесел, в которую Мирумар Асадов поступил по настоянию своего деда, известного усто, которого в народе называли Абдулаваз-аксакал. Учебные курсы находились в медресе Шердор — выдающимся памятнике восточной архитектуры. В наше время в реставрации известного медресе принимает участие сын Мирумара — Содик Асадов. В школе национальных ремесел Асадов обучался у одного из самых известных и уважаемых реставраторов того времени — усто из Бухары Ширина Муродова.
В 1941 году Мирумар Асадов окончил Самаркандское училище ремонта памятников.
В 1964 году окончил Таджикский государственный университет.

## Карьера
В 1947 году участвовал в строительстве и оформлении в национальном стиле театра оперы и балета имени Алишера Навои и театра имени Мукими в Ташкенте. Резьба по ганчу и мозаика, которые украшают эти памятники архитектуры — результат творческой работы мастеров-реставраторов из Самарканда.
С 1950—1955 годы принимал участие в ремонте медресе Улугбека в Самарканде, мавзолея Амира Темура, мечети Бибиханим, медресе Тилля-Кари, а также медресе Мири Араб в Бухаре, медресе Юнусхана в Ташкенте и мавзолея Калдыргочби.
В 60-е годы XX века Мирумар Асадов оказался в Душанбе и работал над восстановлением и реставрацией самых почитаемых культурных объектов и памятников Таджикистана. Мирумар Асадов принимал участие в реставрации мавзолея Садриддина Айни, мавзолея Рудаки в Пенджикенте. До Асадова реставрационные работы над этими объектами велись мастерами, приехавшими в основном из Ленинграда. Европейские мастера, даже будучи высококлассными специалистами, не были способны передать колорит и дух восточной декоративной отделки.
После обретения Узбекистаном независимости, Асадов работал над реставрацией мавзолея Бахауддина Накшбанда, в Бухарской области. Почти полностью разрушенный и потерявший свой исторический облик мавзолей был восстановлен по специальному решению правительства.
После своей первой, за годы независимости работы Мирумар Асадов работал практически на всех ключевых памятниках архитектуры, которые восстанавливались под эгидой правительства. Результат его многолетней работы, как мастера по ганчу, мозаике, резьбе по камню можно увидеть в мавзолее Имама Аль-Бухари, архитектурном ансамбле Регистан, мечети Биби-ханым, мавзолее Гур-Эмир, мемориальном комплексе Шахи-Зинда и мечети Хазрат Хизр.
Вместе со своими братьями Уста Мирусмон и Уста Мир-Саид вырастили династию мастеров, реставрировавших исторические памятники.
За вклад в возрождение памятников духовной культуры в 1996 году Президент Республики Узбекистан Ислам Каримов наградил Мирумара Асадова медалью «Олтин Юлдуз» и присвоил звание «Узбекистон Кахрамони» («Герой Узбекистана»).
Мирумар Асадов умер в 2010 году.

## Достижения
- Медаль «За трудовое отличие» (24 апреля 1957 года)[9].
- Лауреат Государственная премия Узбекской ССР имени Хамзы 1974 году[10].
- В 1996 году стал обладателем медали «Герой Узбекистана»[11].